# Április 9-i grúz nemzeti tragédia
Az 1989. április 9-i grúz nemzeti tragédia Grúzia fővárosában, Tbilisziben lezajlott összecsapás volt a Szovjet Hadsereg katonái és grúz polgári lakosok között 1989. április 9-én, amelyben 20 grúz civil életét vesztette és emberek százai sérültek meg vagy szenvedtek gázmérgezést. Az esemény második évfordulóján, 1991. április 9-én kiáltották ki Grúzia függetlenségét a Szovjetuniótól, és jelenleg április 9. a nemzeti egység napjaként ünnep Grúziában.